# エルヴィン・バルト

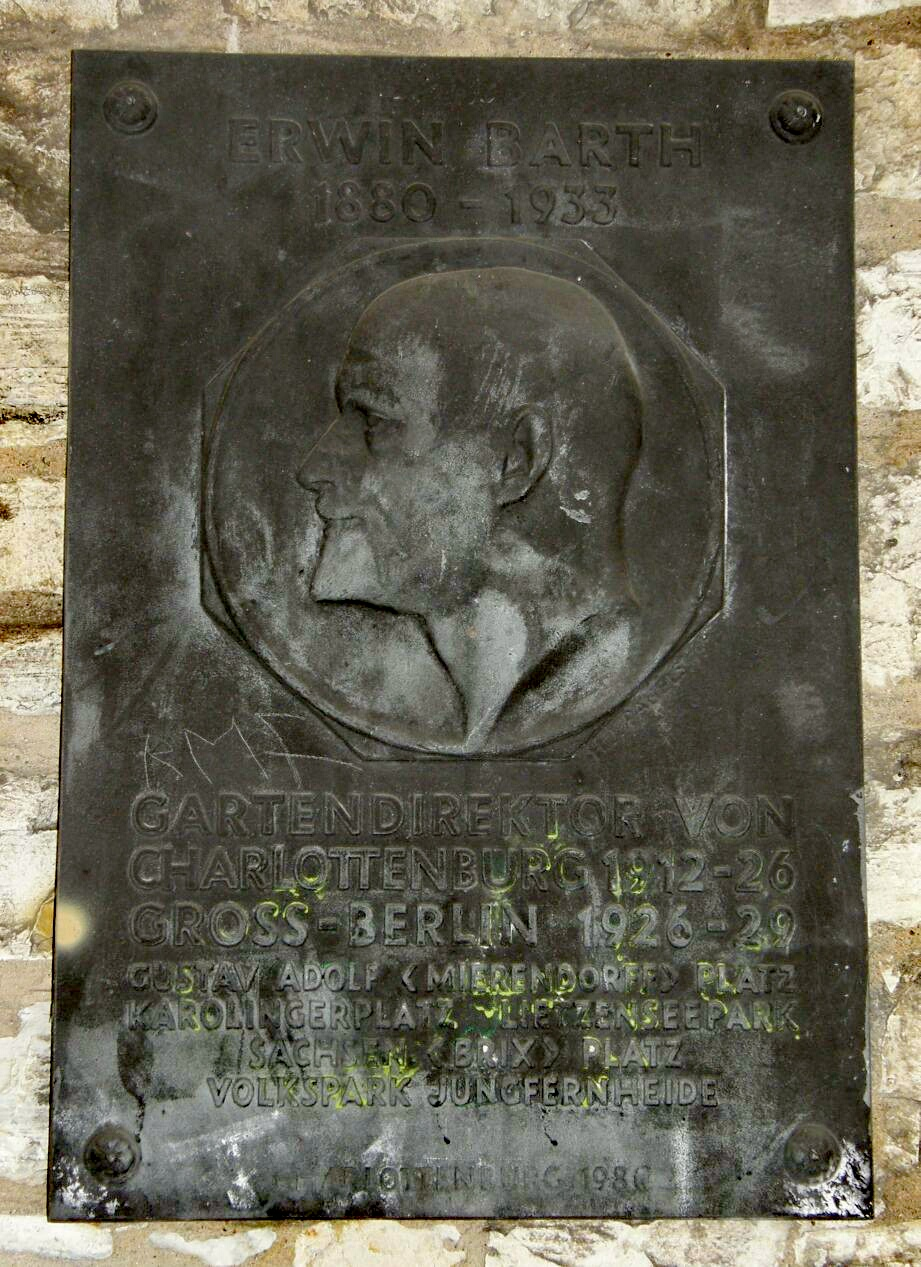
エルヴィン・バルトのレリーフ（ベルリン・ヴェストエント）

エルヴィン・バルト（Erwin Barth、1880年11月28日 - 1933年7月10日）は、ドイツの造園家。20世紀初頭に活躍。ベルリンを中心に、ドイツの公園行政を主導する立場にあった。
1912年以来、のちにベルリン市と合併するシャルロッテンブルク市の造園局長（シュタットガルテンディレクトーア）、1925年から合併後の大ベルリン市の造園局長として手腕をふるう。
また個人庭園も手がけ、それらの作品はユーゲントシュティール（アール・ヌーヴォー）でのものが多くを占める。北ドイツのリューベック生まれ。

## 経歴
リューベックのギムナジウム、カタリネウム校に、6歳から16歳まで通う。父親が教師をしていた学校であったが、自分が幼いときに父は他界。同校の卒業生にはハインリヒ・マン、トーマス・マン、テオドール・シュトルムなど文豪が多くいる。
学校を出た後、町の造園会社にガーデナーとして入社。1988年からはポツダムの野生公園（ヴィルトパルク）にあるプロイセン王立造園師養成学校に入学。2年間在籍する。
1902年、ハノーファー市造園課長ユリウス・トリップのもとで4ヶ月実務に着く。1903年から1年間兵役。
1904年、デュッセルドルフのリチャード・ハーマン設計事務所、その後1908年まで、ケルン・フィンケン設計事務所で設計業務に従事、ブランデンブルク別荘住宅開発計画に携わる。その間1906年、ダーレムに移転した母校の養成学校のガルテンマイスター試験に好成績で合格する。
1908年には、故郷リューベック市の都市造園官（シュタットゲルトナー）に迎えられる。
1912年には、シャルロッテンブルク市公園局長に就任。同市ではグスタフ・アドルフ広場（現：ミーレンドルフ広場）、ザクセン広場（現：ブリックス広場）、ゴスラー広場など、道路網の結節点に位置する広場の設計に従事。とくに1921年のフリードリヒ・カール広場（現：クラウゼナー広場）改造案は、フーゴ・コッホに都市デザインの模範として紹介される。
1920年にシャルロッテンブルク市はベルリン市と合併、自身は合併後の大ベルリン市の局長に1926年に就任。この時期はレーベルゲ、ヴィルマースドルフ、マリーエンドルフの各民衆公園（フォルクスパルク）設計の総括担当。
1921年からは、養成学校から大学となった母校ベルリン農科大学の講師を務め、1927年に教授、1929年には造園講座正教授主任を務めている。この時期、造園教育についてドレスデン造園学校のヘッグ教授と論争を展開、造園学を工科大学での教育と造園史、植物学と園芸材料学、図学を科目教育とすることに対し、造園学を芸術大学での教育と設計製図の時間増量と絵画彫刻等の実習や造園作品の実地見学をベースに、また造園史ではなく芸術史全般の教育を行うべしという見解を示している。
第一次世界大戦中に負傷して長く目を患うが、1930年ごろから病状が悪化、結局1933年に自ら命を絶つ。ナチスが台頭し、友人や同僚らが迫害を受けるのを、自身が亡くなるまで弁護し続けたという。

## 代表作
- キュクニッツ墓園 1909年-1911年
- リューベック市フォアベルク墓苑1906年と納骨園1911年
- マルリー公園 1908年
- ブレアムズホーフ運動公園 1911年
- ユングフェルンハイデ民衆公園 1920年